# Beaufort-sur-Gervanne
Beaufort-sur-Gervanne – miejscowość i gmina we Francji, w regionie Owernia-Rodan-Alpy, w departamencie Drôme.
Według danych na rok 1990 gminę zamieszkiwały 253 osoby, a gęstość zaludnienia wynosiła 27 osób/km² (wśród 2880 gmin regionu Rodan-Alpy Beaufort-sur-Gervanne plasuje się na 1375. miejscu pod względem liczby ludności, natomiast pod względem powierzchni na miejscu 1172.).